# Tótem y tabú
Tótem y tabú. Algunas concordancias en la vida anímica de los salvajes y de los neuróticos (en alemán Totem und Tabu. Einige Überinstimmungen im Seelenleben der Wilden und der Neurotiker) es el título de una obra filosófica y antropológica escrita por el médico, neurólogo y librepensador austríaco Sigmund Freud en 1913. La obra consta de cuatro partes y fue publicada inicialmente en la revista Imago.

## Contenido
Este ensayo con cuatro capítulos constituye el intento de Freud de aplicar la teoría y el método del psicoanálisis (ya antes descritos por él con fines clínicos) a asuntos de la antropología. La idea que motiva este trabajo es que se podría establecer una analogía entre el desarrollo de las sociedades primitivas y el desarrollo individual del psiquismo humano. La tesis central de este libro queda expresada en la hipótesis de que existiría un origen común del totemismo y la exogamia, determinados por el conflicto humano fundamental entre el deseo y la prohibición. La ambivalencia que caracteriza la relación con el padre en el complejo de Edipo (y en la resolución o salida del complejo de castración) sería estructuralmente análoga al conflicto mítico que daría origen a la cultura: el asesinato de un padre originario perpetrado por el clan de hermanos. La cena totémica del padre asesinado simboliza también la internalización del padre y de su autoridad o "ley". Así, la cultura y el Superyó tendrían según la teoría freudiana un origen estructuralmente paralelo.
La obra, en términos generales, trata de buscar una explicación al tabú por el cual ciertas tribus antiguas y primitivas desarrollan un temor supersticioso al incesto. El tótem es una figura que representa la unión de un grupo, no por lazos consanguíneos, sino por pertenecer a la misma imagen totémica, que puede ser un animal, una planta o una fuerza natural (rayo, fuego). Esta figura totémica representaba los lazos familiares de un grupo, en el cual no se podían contraer relaciones ya que eran consideradas incestuosas. 
Algunas tribus australianas imponían la costumbre de que el hermano varón al cumplir su mayoría de edad, debía retirarse del hogar y no podía sentarse a comer junto a su hermana; así, los lazos eran rotos una vez que éste entraba en la etapa de la pubertad, y de la misma manera se alejaba de la madre.

### Temor al incesto
Freud examina las costumbres de los primeros habitantes de Australia, quienes, a falta de instituciones religiosas y sociales, usan el totemismo como precepto para guiar sus acciones. El autor constata que casi en cada lugar donde rigen las costumbres del tótem, a los miembros del clan se les prohíbe estrictamente mantener relaciones sexuales o casarse entre ellos.
El capítulo postula una cierta analogía entre el incompleto desarrollo de una persona neurótica y el de los clanes "primitivos", ambos estarían en una temprana fase de su desarrollo psicosexual. Es decir, en una elección de objeto incestuosa.

### Tabú y la ambivalencia de las emociones
Al contrario de la sujeción al totemismo, el tabú no ha desaparecido de las sociedades modernas y es, en su naturaleza psicológica, semejante al imperativo categórico de Immanuel Kant, que es perentorio y desconoce cualquier motivación consiente.
Según Freud, el tabú corresponde en la psiquis humana al Trastorno obsesivo-compulsivo, que es caracterizado por prohibiciones, sobre todo por prohibiciones de contacto y que es la expresión de un conflicto entre deseo y prohibición: donde hay una prohibición es porque hay un deseo.
Los tabús más antiguos establecen que el animal representado por el tótem no debe ser cazado y las relaciones sexuales entre los miembros del clan del tótem están prohibidas. Freud lo interpreta como la prohibición de los más antiguos deseos de la raza humana: el asesinato  y el incesto.

### Animismo, magia, y la omnipotencia de los pensamientos
Freud recoge de (sus) pensadores contemporáneos la tesis de que a lo largo del desarrollo humano se habrían formulado tres "Weltanschauungen" (sistemas de pensamiento) para explicar exhaustivamente el mundo: el animismo, la religión y la visión científica. Tras describir cómo funcionan los mecanismos que aclaran los fenómenos según cada visión, el autor establece analogías entre el desarrollo de un individuo y la de las visiones del mundo.
Sostiene que en el animismo el ser humano se atribuye a sí mismo (a través de la magia) la omnipotencia de los pensamientos, así como un niño puede imaginar que sus deseos son cumplidos a través de la alucinaciones y que es similar a la manera a como el neurótico imagina que lo que piensa y siente es efectivo sin importar su coincidencia con la realidad. En la visión religiosa del mundo, la omnipotencia de los pensamientos es atribuida a los dioses, lo que en el desarrollo personal corresponde a la fase siguiente, la de una elección del objeto, en este caso la sujeción a los padres.
En la tercera cosmovisión, la científica, el ser humano renuncia a su creencia en la omnipotencia de los pensamientos, se adapta a la realidad y reconoce su pequeñez. Es "la madurez del individuo que renuncia a ver satisfechos sus deseos (Lustprinzip) y busca su objeto en el mundo exterior.
Sin embargo, observa Freud, la creencia en la omnipotencia de los pensamientos se mantiene en la visión religiosa del mundo a través de los rezos y ofrendas, en la visión científica a través del narcisismo de la inteligencia y por último, en todo su esplendor, en el arte, que permite al ser humano consumido por los deseos algún tipo de satisfacción.

### Regresión infantil del totemismo
Para apoyar sus tesis sobre la relación totemismo y desviaciones en el desarrollo individual, Freud recurre a tres etnólogos y a resultados obtenidos por el psicoanálisis. Charles Darwin, quien sostiene que en la horda primitiva el macho más fuerte expulsaba a los otros, James Jasper Atkinson, quien proponía buscar el origen de la exogamia en ese hecho y en William Robertson Smith quien postulaba que el totemismo era inicialmente una cena en que el animal representado por el tótem era el primero en ser servido.
Luego Freud presenta al lector su teoría de que la zoofobia es el regreso infantil al totemismo, solo que el animal no es idolatrado sino temido. La fuente del temor del niño al animal es su propia actitud ambivalente frente a su padre que es resuelta finalmente mediante una proyección al animal. Freud deduce entonces que el totemismo está basado en una ambivalencia: el animal representado no solo es venerado sino también odiado y temido.
A partir de esos elementos el autor construye su famosa hipótesis sobre la relación entre totemismo y exogamia.
Al comienzo existió un padre violento y celoso que hizo suyas todas las hembras y expulsó a sus hijos, los que por esa razón quedaron con sentimientos contradictorios de odio y admiración hacia el padre. Unidos mataron a golpes a su padre, con lo que dieron satisfacción a su odio por él, y después lo comieron, consumando canibalísticamente la identificación de cada uno de los hijos con su padre, lo que también trajo consigo el fin de las rivalidades entre ellos. Tras ese logro les sobrevino el arrepentimiento y los sentimientos de cariño por el deudo por lo que renegaron del acto. Declararon inaceptable dar muerte al reemplazo del padre, el tótem, lo que condujo a la prohibición de matar. También se abstuvieron de tomar a los frutos del acto renunciando a las mujeres que habían quedado sin macho lo que condujo a la prohibición del incesto y al precepto de la exogamia.

## Recepción
Alfred Kroeber rechazó en una publicación en 1920 la mayoría de las bases que sustentan los escritos de Freud. Según Kroeber no son plausibles las suposiciones de que el totemismo sea un fenómeno único (que en realidad son diferentes aunque parecidos), que exista necesariamente una relación entre totemismo y exogamia, que seres al comienzo de la evolución humana sean comparables con neuróticos y que hayan existido hordas primitivas como afirmaba Darwin. Kroeber si consideró posibles la tesis sobre una relación entre ambivalencia y tabú así como la conexión entre luto y miedo a los muertos. 
Thomas Mann valoró enormemente la obra, la declaró en 1929 una obra maestra del ensayismo alemán, tanto en su forma como en su contenido. Las disertaciones "impulsan la esfera de la medicina profundamente en el campo de las ciencias humanistas y al lector interesado en la cuestión humana le abren en forma brillante inmensas perspectivas hacia el pasado del alma, con profundidades remotas,  referencias sociales y místicas-religiosas.
Totem y Tabu es el comienzo del encuentro entre el psicoanálisis y la etnología, de la que surge posteriormente el Etnopsicoanálisis, pero también la antropología estructuralista de Claude Lévi-Strauss recibió importantes impulsos de la obra.
Para Mario Erdheim es la relación entre violencia y poder que expone la obra lo que la mantiene actual; sin embargo, no debe ser entendida como una teoría sobre las sociedades "primitivas" y sobre el origen histórico de la cultura, sino como un aporte al análisis de nuestra sociedad.